# يو إف سي في 1997
كان عام 1997 هو العام الخامس في تاريخ بطولة القتال النهائي (يو إف سي)، وهي عبارة عن ترويج لفنون القتال المختلطة مقره الولايات المتحدة. في عام 1997، عقدت يو إف سي 5 أحداث بدءاً من يو إف سي 12: يوم الحساب.

## قائمة الأحداث
| #  | الحدث                             | التاريخ        | المكان                     | الموقع                                     | الحضور |
| -- | --------------------------------- | -------------- | -------------------------- | ------------------------------------------ | ------ |
| 14 | يو إف سي 12: يوم الحساب           | 7 فبراير 1997  | مركز دوثان المدني          | دوثان، ألاباما، الولايات المتحدة           | 3٬100  |
| 15 | يو إف سي 13: القوة المطلقة        | 30 مايو 1997   | مركز أوغوستا سيفيك         | أوغوستا، جورجيا، الولايات المتحدة          | 5٬100  |
| 16 | يو إف سي 14: المواجهة             | 27 يوليو 1997  | قاعة بوتويل التذكارية      | برمنغهام، ألاباما، الولايات المتحدة        | 5٬000  |
| 17 | يو إف سي 15: مسار تصادمي          | 17 أكتوبر 1997 | كازينو ماجيك باي سانت لويس | خليج سانت لويس، ميسيسيبي، الولايات المتحدة | —      |
| 18 | يو إف سي اليابان: اليابان النهائي | 21 ديسمبر 1997 | يوكوهاما أرينا             | يوكوهاما، اليابان                          | 5٬000  |